# 이사벨라유령박쥐
이사벨라유령박쥐(Diclidurus isabellus)는 대꼬리박쥐과에 속하는 박쥐의 일종이다. 브라질 북서부와 기아나, 베네수엘라에서 발견되며, 콜롬비아에서도 서식하는 것으로 추정하고 있다.